# 采莉纳·耶肖诺夫斯卡
采莉纳·耶肖诺夫斯卡（波蘭語：Celina Jesionowska，1933年11月3日—），波兰女子田径运动员，主攻短跑。她曾代表波兰参加1960年夏季奥林匹克运动会田径比赛，获得女子4×100米接力铜牌。